# هیلکرست هایتس (فلوریدا)
هیلکرست هایتس (به انگلیسی: Hillcrest Heights) شهرکی در شهرستان پولک ایالت فلوریدا است که در سال ۱۹۲۳ بنیان‌گذاری شده‌است. این شهرک طبق سرشماری سال ۲۰۱۰ میلادی، ۲۸۰ نفر جمعیت داشته و مساحت آن نیز ۰٫۵ کیلومتر مربع است.